# Сезар (кінопремія, 2017)
42-а церемонія вручення нагород премії «Сезар» Академії мистецтв та технологій кінематографа за заслуги у царині французького кінематографу за 2016 рік відбулося 24 лютого 2017 року в концертному залі Плейєль (Париж, Франція) з трансляцією у прямому ефірі на телеканалі Canal+. Номінантів на нагороди було оголошено 25 січня 2017 року на прес-конференції для журналістів у паризькому ресторані «Фуке» (фр. Fouquet's). Розпорядником та ведучим церемонії виступить французький актор Жером Коммандер.
Президентом цьогорічної церемонії було обрано Романа Полянського, проте через бойкот, оголошений кінопремії французькими активістками феміністського руху, Полянський був змушений відмовитися від цієї ролі.

Найкращим фільмом визнано стрічку Вона режисера Пола Верговена.

## Статистика
Фільми, що отримали по кілька номінацій:
| Фільм                        | Номінації | Перемоги |
| ---------------------------- | --------- | -------- |
| • Вона                       | 11        | 2        |
| • Франц                      | 11        | 1        |
| • Моя краля                  | 9         | —        |
| • Ілюзія кохання             | 8         | —        |
| • Божественні                | 7         | 3        |
| • Танцівниця                 | 6         | 1        |
| • Це всього лиш кінець світу | 6         | 3        |
| • У ліжку з Вікторією        | 5         | —        |
| • Шоколад                    | 5         | 2        |
| • Невинні                    | 4         | —        |
| • Життя Кабачка              | 3         | 2        |
| • Бути 17-річним             | 2         | —        |
| • Донька Бреста              | 2         | —        |
| • Життя                      | 2         | —        |
| • Син Жана                   | 2         | —        |
| • Чорний алмаз               | 2         | 1        |

## Список лауреатів та номінантів
★Переможців виділено окремим кольором.

### Основні категорії
| Найкращий фільм                              | ★ Вона / Elle (режисер: Пол Верговен)                                                                | ★ Вона / Elle (режисер: Пол Верговен)                                       |                                                                            |                                                         |                                                         |                                                         |                                                         |                                                         |
| Найкращий фільм                              | • Божественні / Divines (режисер: Уда Беньяміна)                                                     |                                                                             |                                                                            |                                                         |                                                         |                                                         |                                                         |                                                         |
| Найкращий фільм                              | • У ліжку з Вікторією / Victoria (режисер: Жустін Тріє)                                              |                                                                             |                                                                            |                                                         |                                                         |                                                         |                                                         |                                                         |
| Найкращий фільм                              | • Ілюзія кохання / Mal de pierres (режисер: Ніколь Гарсія)                                           |                                                                             |                                                                            |                                                         |                                                         |                                                         |                                                         |                                                         |
| Найкращий фільм                              | • Моя краля / Ma Loute (режисер: Брюно Дюмон)                                                        |                                                                             |                                                                            |                                                         |                                                         |                                                         |                                                         |                                                         |
| Найкращий фільм                              | • Невинні / Les Innocentes (режисер: Анн Фонтен)                                                     |                                                                             |                                                                            |                                                         |                                                         |                                                         |                                                         |                                                         |
| Найкращий фільм                              | • Франц / Frantz (режисер: Франсуа Озон)                                                             |                                                                             |                                                                            |                                                         |                                                         |                                                         |                                                         |                                                         |
| Найкраща режисерська робота                  | | ★ Ксав'є Долан — «Це всього лиш кінець світу»                               | ★ Ксав'є Долан — «Це всього лиш кінець світу»                              |                                                         |                                                         |                                                         |                                                         |                                                         |
| Найкраща режисерська робота                  | Уда Беньяміна — «Божественні»                                                                        |                                                                             |                                                                            |                                                         |                                                         |                                                         |                                                         |                                                         |
| Найкраща режисерська робота                  | Пол Верговен — «Вона»                                                                                |                                                                             |                                                                            |                                                         |                                                         |                                                         |                                                         |                                                         |
| Найкраща режисерська робота                  | Ніколь Гарсія — «Ілюзія кохання»                                                                     |                                                                             |                                                                            |                                                         |                                                         |                                                         |                                                         |                                                         |
| Найкраща режисерська робота                  | Брюно Дюмон — «Моя краля»                                                                            |                                                                             |                                                                            |                                                         |                                                         |                                                         |                                                         |                                                         |
| Найкраща режисерська робота                  | Франсуа Озон — «Франц»                                                                               |                                                                             |                                                                            |                                                         |                                                         |                                                         |                                                         |                                                         |
| Найкраща режисерська робота                  | Анн Фонтен — «Невинні»                                                                               |                                                                             |                                                                            |                                                         |                                                         |                                                         |                                                         |                                                         |
| Найкращий актор                              | | ★ Гаспар Ульєль — «Це всього лиш кінець світу» (за роль Луї-Жана Кніппера)  | ★ Гаспар Ульєль — «Це всього лиш кінець світу» (за роль Луї-Жана Кніппера) |                                                         |                                                         |                                                         |                                                         |                                                         |
| Найкращий актор                              | • Франсуа Клюзе — «Сільський лікар» (за роль Жана-П'єра Вернера)                                     |                                                                             |                                                                            |                                                         |                                                         |                                                         |                                                         |                                                         |
| Найкращий актор                              | • П'єр Деладоншам — «Син Жана» (за роль Матьє Капельє)                                               |                                                                             |                                                                            |                                                         |                                                         |                                                         |                                                         |                                                         |
| Найкращий актор                              | • Ніколя Дювошель — «Я не мерзотник» (за роль Едді)                                                  |                                                                             |                                                                            |                                                         |                                                         |                                                         |                                                         |                                                         |
| Найкращий актор                              | • Фабріс Лукіні — «Моя краля» (за роль Андре ван Петегема)                                           |                                                                             |                                                                            |                                                         |                                                         |                                                         |                                                         |                                                         |
| Найкращий актор                              | • П'єр Ніне — «Франц» (за роль Адріана Рівуа)                                                        |                                                                             |                                                                            |                                                         |                                                         |                                                         |                                                         |                                                         |
| Найкращий актор                              | • Омар Сі — «Шоколад» (за роль Рафаеля «Шоколада» Падільї)                                           |                                                                             |                                                                            |                                                         |                                                         |                                                         |                                                         |                                                         |
| Найкраща акторка                             | | ★ Ізабель Юппер — «Вона» (за роль Мішель Леблан)                            | ★ Ізабель Юппер — «Вона» (за роль Мішель Леблан)                           |                                                         |                                                         |                                                         |                                                         |                                                         |
| Найкраща акторка                             | • Вірджинія Ефіра — «У ліжку з Вікторією» (за роль Вікторії Спік)                                    |                                                                             |                                                                            |                                                         |                                                         |                                                         |                                                         |                                                         |
| Найкраща акторка                             | • Сідсе Бабетт Кнудсен — «Донька Бреста» (за роль Ірен Фрашон)                                       |                                                                             |                                                                            |                                                         |                                                         |                                                         |                                                         |                                                         |
| Найкраща акторка                             | • Маріон Котіяр — «Ілюзія кохання» (за роль Габріели Рабаскаль)                                      |                                                                             |                                                                            |                                                         |                                                         |                                                         |                                                         |                                                         |
| Найкраща акторка                             | • Соко — «Танцівниця» (за роль Марії Луїзи «Лої» Фуллер)                                             |                                                                             |                                                                            |                                                         |                                                         |                                                         |                                                         |                                                         |
| Найкраща акторка                             | • Марина Фоїс — «Бездоганна» (за роль Констанс Беву)                                                 |                                                                             |                                                                            |                                                         |                                                         |                                                         |                                                         |                                                         |
| Найкраща акторка                             | • Жудіт Шемла — «Життя» (за роль Жанни ле Пертью де Во)                                              |                                                                             |                                                                            |                                                         |                                                         |                                                         |                                                         |                                                         |
| Найкращий актор другого плану                | | ★ Джеймс Тьєррі — «Шоколад» (за роль Футіта)                                | ★ Джеймс Тьєррі — «Шоколад» (за роль Футіта)                               |                                                         |                                                         |                                                         |                                                         |                                                         |
| Найкращий актор другого плану                | • Габрієль Аркан — «Син Жана» (за роль П'єра Лесажа)                                                 |                                                                             |                                                                            |                                                         |                                                         |                                                         |                                                         |                                                         |
| Найкращий актор другого плану                | • Венсан Кассель — «Це всього лиш кінець світу» (за роль Антуана Кніппера)                           |                                                                             |                                                                            |                                                         |                                                         |                                                         |                                                         |                                                         |
| Найкращий актор другого плану                | • Венсан Лакост — «У ліжку з Вікторією» (за роль Самуеля Малле)                                      |                                                                             |                                                                            |                                                         |                                                         |                                                         |                                                         |                                                         |
| Найкращий актор другого плану                | • Лоран Лафітт — «Вона» (за роль Патріка)                                                            |                                                                             |                                                                            |                                                         |                                                         |                                                         |                                                         |                                                         |
| Найкращий актор другого плану                | • Мельвіль Пупо — «У ліжку з Вікторією» (за роль Венсана Коссарскі)                                  |                                                                             |                                                                            |                                                         |                                                         |                                                         |                                                         |                                                         |
| Найкраща акторка другого плану               | | ★ Дебора Люкумуена — «Божественні» (за роль Маймуни)                        | ★ Дебора Люкумуена — «Божественні» (за роль Маймуни)                       |                                                         |                                                         |                                                         |                                                         |                                                         |
| Найкраща акторка другого плану               | • Наталі Бай — «Це всього лиш кінець світу» (за роль матері)                                         |                                                                             |                                                                            |                                                         |                                                         |                                                         |                                                         |                                                         |
| Найкраща акторка другого плану               | • Валерія Бруні-Тедескі — «Моя краля» (за роль Ізабель ван Петегем)                                  |                                                                             |                                                                            |                                                         |                                                         |                                                         |                                                         |                                                         |
| Найкраща акторка другого плану               | • Анн Косіньї — «Вона» (за роль Анни)                                                                |                                                                             |                                                                            |                                                         |                                                         |                                                         |                                                         |                                                         |
| Найкраща акторка другого плану               | • Мелані Тьєррі — «Танцівниця» (за роль Габріели Блок)                                               |                                                                             |                                                                            |                                                         |                                                         |                                                         |                                                         |                                                         |
| Найперспективніший актор                     | | ★ Нільс Шнайдер — «Чорний алмаз» (за роль П'єра Ульманна)                   | ★ Нільс Шнайдер — «Чорний алмаз» (за роль П'єра Ульманна)                  |                                                         |                                                         |                                                         |                                                         |                                                         |
| Найперспективніший актор                     | • Йонас Блоке — «Вона» (за роль Венсана, сина Мішель)                                                |                                                                             |                                                                            |                                                         |                                                         |                                                         |                                                         |                                                         |
| Найперспективніший актор                     | • Деміен Боннар — «Стояти рівно» (за роль Лео)                                                       |                                                                             |                                                                            |                                                         |                                                         |                                                         |                                                         |                                                         |
| Найперспективніший актор                     | • Кейсі Моттет Кляйн — «Бути 17-річним» (за роль Дам'єна)                                            |                                                                             |                                                                            |                                                         |                                                         |                                                         |                                                         |                                                         |
| Найперспективніший актор                     | • Корентен Філа — «Бути 17-річним» (за роль Тома)                                                    |                                                                             |                                                                            |                                                         |                                                         |                                                         |                                                         |                                                         |
| Найперспективніша акторка                    | | ★ Улая Амамра — «Божественні» (за роль Дунії)                               | ★ Улая Амамра — «Божественні» (за роль Дунії)                              |                                                         |                                                         |                                                         |                                                         |                                                         |
| Найперспективніша акторка                    | • Паула Бір — «Франц» (за роль Анни)                                                                 |                                                                             |                                                                            |                                                         |                                                         |                                                         |                                                         |                                                         |
| Найперспективніша акторка                    | • Лілі-Роуз Депп — «Танцівниця» (за роль Ісідори Дункан)                                             |                                                                             |                                                                            |                                                         |                                                         |                                                         |                                                         |                                                         |
| Найперспективніша акторка                    | • Ноемі Мерлан — «Небо почекає» (за роль Соні Бузарья)                                               |                                                                             |                                                                            |                                                         |                                                         |                                                         |                                                         |                                                         |
| Найперспективніша акторка                    | • Раф — «Моя краля» (за роль Біллі ван Петегема, дитини Од)                                          |                                                                             |                                                                            |                                                         |                                                         |                                                         |                                                         |                                                         |
| Найкращий оригінальний сценарій              | | ★ Сольвейг Анспах та Жан-Люк Ґаже — «Водний ефект»                          | ★ Сольвейг Анспах та Жан-Люк Ґаже — «Водний ефект»                         |                                                         |                                                         |                                                         |                                                         |                                                         |
| Найкращий оригінальний сценарій              | • Ромайн Компан, Уда Беньяміна та Малік Риму — «Божественні»                                         |                                                                             |                                                                            |                                                         |                                                         |                                                         |                                                         |                                                         |
| Найкращий оригінальний сценарій              | • Сабріна Б. Карін, Аліс Віаль, Паскаль Боніцер та Анн Фонтен «Невинні»                              |                                                                             |                                                                            |                                                         |                                                         |                                                         |                                                         |                                                         |
| Найкращий оригінальний сценарій              | • Брюно Дюмон — «Моя краля»                                                                          |                                                                             |                                                                            |                                                         |                                                         |                                                         |                                                         |                                                         |
| Найкращий оригінальний сценарій              | • Жустін Тріє — «У ліжку з Вікторією»                                                                |                                                                             |                                                                            |                                                         |                                                         |                                                         |                                                         |                                                         |
| Найкращий адаптований сценарій               | | ★ Селін Ск'ямма — «Життя Кабачка»                                           | ★ Селін Ск'ямма — «Життя Кабачка»                                          |                                                         |                                                         |                                                         |                                                         |                                                         |
| Найкращий адаптований сценарій               | • Девід Бірк — «Вона»                                                                                |                                                                             |                                                                            |                                                         |                                                         |                                                         |                                                         |                                                         |
| Найкращий адаптований сценарій               | • Северін Бошем та Еммануель Берко — «Донька Бреста»                                                 |                                                                             |                                                                            |                                                         |                                                         |                                                         |                                                         |                                                         |
| Найкращий адаптований сценарій               | • Ніколь Гарсія та Жак Ф'єскі — «Ілюзія кохання»                                                     |                                                                             |                                                                            |                                                         |                                                         |                                                         |                                                         |                                                         |
| Найкращий адаптований сценарій               | • Катель Кілевере та Жиль Торо «Лагодити живих»                                                      |                                                                             |                                                                            |                                                         |                                                         |                                                         |                                                         |                                                         |
| Найкращий адаптований сценарій               | • Франсуа Озон та Філіпп П'яццо — «Франц»                                                            |                                                                             |                                                                            |                                                         |                                                         |                                                         |                                                         |                                                         |
| Найкраща музика до фільму                    | | ★ Ібрагім Маалуф — «У лісах Сибіру»                                         | ★ Ібрагім Маалуф — «У лісах Сибіру»                                        |                                                         |                                                         |                                                         |                                                         |                                                         |
| Найкраща музика до фільму                    | • Софі Гюнгер — «Життя Кабачка»                                                                      |                                                                             |                                                                            |                                                         |                                                         |                                                         |                                                         |                                                         |
| Найкраща музика до фільму                    | • Енн Дадлі — «Вона»                                                                                 |                                                                             |                                                                            |                                                         |                                                         |                                                         |                                                         |                                                         |
| Найкраща музика до фільму                    | • Філіпп Ромбі — «Франц»                                                                             |                                                                             |                                                                            |                                                         |                                                         |                                                         |                                                         |                                                         |
| Найкраща музика до фільму                    | • Габрієль Яред — «Шоколад»                                                                          |                                                                             |                                                                            |                                                         |                                                         |                                                         |                                                         |                                                         |
| Найкращий монтаж                             | ★ Ксав'є Долан — «Це всього лиш кінець світу»                                                        | ★ Ксав'є Долан — «Це всього лиш кінець світу»                               |                                                                            |                                                         |                                                         |                                                         |                                                         |                                                         |
| Найкращий монтаж                             | • Луї Лаллеман та Венсан Тріко — «Божественні»                                                       |                                                                             |                                                                            |                                                         |                                                         |                                                         |                                                         |                                                         |
| Найкращий монтаж                             | • Йоб тер Бург — «Вона»                                                                              |                                                                             |                                                                            |                                                         |                                                         |                                                         |                                                         |                                                         |
| Найкращий монтаж                             | • Лор Гердетт — «Франц»                                                                              |                                                                             |                                                                            |                                                         |                                                         |                                                         |                                                         |                                                         |
| Найкращий монтаж                             | • Симон Жаке — «Ілюзія кохання»                                                                      |                                                                             |                                                                            |                                                         |                                                         |                                                         |                                                         |                                                         |
| Найкраща операторська робота                 | | ★ Паскаль Марті — «Франц»                                                   | ★ Паскаль Марті — «Франц»                                                  |                                                         |                                                         |                                                         |                                                         |                                                         |
| Найкраща операторська робота                 | • Крістоф Бокарн — «Ілюзія кохання»                                                                  |                                                                             |                                                                            |                                                         |                                                         |                                                         |                                                         |                                                         |
| Найкраща операторська робота                 | • Гійом Дефонтен — «Моя краля»                                                                       |                                                                             |                                                                            |                                                         |                                                         |                                                         |                                                         |                                                         |
| Найкраща операторська робота                 | • Стефан Фонтен — «Вона»                                                                             |                                                                             |                                                                            |                                                         |                                                         |                                                         |                                                         |                                                         |
| Найкраща операторська робота                 | • Кароліна Шампетьє — «Невинні»                                                                      |                                                                             |                                                                            |                                                         |                                                         |                                                         |                                                         |                                                         |
| Найкращі декорації                           | ★ Жеремі Д. Ліньйоль — «Шоколад»                                                                     | ★ Жеремі Д. Ліньйоль — «Шоколад»                                            |                                                                            |                                                         |                                                         |                                                         |                                                         |                                                         |
| Найкращі декорації                           | • Мішель Бартелемі — «Франц»                                                                         |                                                                             |                                                                            |                                                         |                                                         |                                                         |                                                         |                                                         |
| Найкращі декорації                           | • Катя Вишкоп — «Планетаріум»                                                                        |                                                                             |                                                                            |                                                         |                                                         |                                                         |                                                         |                                                         |
| Найкращі декорації                           | • Рітон Дюпір-Клеман — «Моя краля»                                                                   |                                                                             |                                                                            |                                                         |                                                         |                                                         |                                                         |                                                         |
| Найкращі декорації                           | • Карлос Конті — «Танцівниця»                                                                        |                                                                             |                                                                            |                                                         |                                                         |                                                         |                                                         |                                                         |
| Найкращі костюми                             | ★ Анаїс Ромон — «Танцівниця»                                                                         | ★ Анаїс Ромон — «Танцівниця»                                                |                                                                            |                                                         |                                                         |                                                         |                                                         |                                                         |
| Найкращі костюми                             | • Катрін Летер'є — «Ілюзія кохання»                                                                  |                                                                             |                                                                            |                                                         |                                                         |                                                         |                                                         |                                                         |
| Найкращі костюми                             | • Мадлен Фонтен — «Життя»                                                                            |                                                                             |                                                                            |                                                         |                                                         |                                                         |                                                         |                                                         |
| Найкращі костюми                             | • Паскалін Шаванн — «Франц»                                                                          |                                                                             |                                                                            |                                                         |                                                         |                                                         |                                                         |                                                         |
| Найкращі костюми                             | • Александра Шарль — «Моя краля»                                                                     |                                                                             |                                                                            |                                                         |                                                         |                                                         |                                                         |                                                         |
| Найкращий звук                               | ★ Марк Енгельс, Фред Думольдер, Сільван Реті та Жан-Поль Юрі — «Одіссея»                             | ★ Марк Енгельс, Фред Думольдер, Сільван Реті та Жан-Поль Юрі — «Одіссея»    |                                                                            |                                                         |                                                         |                                                         |                                                         |                                                         |
| Найкращий звук                               | • Бріжит Таянд'ї, Вінсент Гійон та Стефан Тібо — «Шоколад»                                           |                                                                             |                                                                            |                                                         |                                                         |                                                         |                                                         |                                                         |
| Найкращий звук                               | • Жан-Поль Мужель, Алексіс Пляс, Сиріл Гольц та Дам'єн Лаццеріні — «Вона»                            |                                                                             |                                                                            |                                                         |                                                         |                                                         |                                                         |                                                         |
| Найкращий звук                               | • Мартін Боссу, Бенуа Ґарґонн та Жан-Поль Юрі — «Франц»                                              |                                                                             |                                                                            |                                                         |                                                         |                                                         |                                                         |                                                         |
| Найкращий звук                               | • Жан-П'єр Дюре, Сільван Мальбро та Жан-П'єр Лафорс — «Ілюзія кохання»                               |                                                                             |                                                                            |                                                         |                                                         |                                                         |                                                         |                                                         |
| Найкращий дебютний фільм                     | ★ Божественні / Divines (режисер: Уда Беньяміна)                                                     | ★ Божественні / Divines (режисер: Уда Беньяміна)                            |                                                                            |                                                         |                                                         |                                                         |                                                         |                                                         |
| Найкращий дебютний фільм                     | • Розалі Блюм / Rosalie Blum (режисер: Жульєн Раппно)                                                |                                                                             |                                                                            |                                                         |                                                         |                                                         |                                                         |                                                         |
| Найкращий дебютний фільм                     | • Сигарети і гарячий шоколад / Cigarettes et Chocolat chaud (режисер: Софі Рейн)                     |                                                                             |                                                                            |                                                         |                                                         |                                                         |                                                         |                                                         |
| Найкращий дебютний фільм                     | • Танцівниця / La Danseuse (режисер: Стефані ді Джусту)                                              |                                                                             |                                                                            |                                                         |                                                         |                                                         |                                                         |                                                         |
| Найкращий дебютний фільм                     | • Чорний алмаз / Diamant noir (режисер: Артур Арарі)                                                 |                                                                             |                                                                            |                                                         |                                                         |                                                         |                                                         |                                                         |
| Найкращий анімаційний фільм                  | ★ Життя Кабачка / Ma vie de Courgette (режисер: Клод Барра)                                          | ★ Життя Кабачка / Ma vie de Courgette (режисер: Клод Барра)                 |                                                                            |                                                         |                                                         |                                                         |                                                         |                                                         |
| Найкращий анімаційний фільм                  | • Дівчина без рук / La Jeune Fille sans mains (режисер: Себастьєн Лауденбах)                         |                                                                             |                                                                            |                                                         |                                                         |                                                         |                                                         |                                                         |
| Найкращий анімаційний фільм                  | • Червона черепаха / La Tortue rouge (режисер: Мікаель Дюдок де Віт)                                 |                                                                             |                                                                            |                                                         |                                                         |                                                         |                                                         |                                                         |
| Найкращий документальний фільм               | ★ Дякую, бос! / Merci Patron ! (режисер: Франсуа Раффін)                                             | ★ Дякую, бос! / Merci Patron ! (режисер: Франсуа Раффін)                    |                                                                            |                                                         |                                                         |                                                         |                                                         |                                                         |
| Найкращий документальний фільм               | • Море у вогні / Fuocoammare, par-delà Lampedusa (режисер: Джанфранко Розі)                          |                                                                             |                                                                            |                                                         |                                                         |                                                         |                                                         |                                                         |
| Найкращий документальний фільм               | • Останні новини з космосу / Dernières nouvelles du cosmos (режисер: Жулі Бертучеллі)                |                                                                             |                                                                            |                                                         |                                                         |                                                         |                                                         |                                                         |
| Найкращий документальний фільм               | • Чванство / Swagger (режисер: Олів'є Бабіне)                                                        |                                                                             |                                                                            |                                                         |                                                         |                                                         |                                                         |                                                         |
| Найкращий документальний фільм               | • Подорож у світ французького кіно / Voyage à travers le cinéma français (режисер: Бертран Таверньє) |                                                                             |                                                                            |                                                         |                                                         |                                                         |                                                         |                                                         |
| Найкращий короткометражний фільм             | ★ Мама / Maman(s) (режисер: Маймуна Дукуре)                                                          | ★ Мама / Maman(s) (режисер: Маймуна Дукуре)                                 |                                                                            |                                                         |                                                         |                                                         |                                                         |                                                         |
| Найкращий короткометражний фільм             | • За Сюзанною / Après Suzanne (режисер: Фелікс Моаті)                                                |                                                                             |                                                                            |                                                         |                                                         |                                                         |                                                         |                                                         |
| Найкращий короткометражний фільм             | • Королівське полювання / Chasse royale (режисери: Ліз Акока, Роман Гері)                            |                                                                             |                                                                            |                                                         |                                                         |                                                         |                                                         |                                                         |
| Найкращий короткометражний фільм             | • Ніжність / Vers la tendresse (режисер: Аліс Діоп)                                                  |                                                                             |                                                                            |                                                         |                                                         |                                                         |                                                         |                                                         |
| Найкращий короткометражний фільм             | • При звуці дзвіночків / Au bruit des clochettes (режисер: Шабнейм Зар'яб)                           |                                                                             |                                                                            |                                                         |                                                         |                                                         |                                                         |                                                         |
| Найкращий анімаційний короткометражний фільм | ★ Той, хто мав дві душі / Celui qui a deux âmes (режисер: Фабріс Луанг-Вія)                          | ★ Той, хто мав дві душі / Celui qui a deux âmes (режисер: Фабріс Луанг-Вія) |                                                                            |                                                         |                                                         |                                                         |                                                         |                                                         |
| Найкращий анімаційний короткометражний фільм | • Журнал Аніме / Journal animé (режисер: Донато Сенсуан)                                             |                                                                             |                                                                            |                                                         |                                                         |                                                         |                                                         |                                                         |
| Найкращий анімаційний короткометражний фільм | • Периферія / Peripheria (режисер: Давид Кокар-Дассе)                                                |                                                                             |                                                                            |                                                         |                                                         |                                                         |                                                         |                                                         |
| Найкращий анімаційний короткометражний фільм | • Холодна кава / Café froid (режисери: Франсуа Леруа, Стефані Лонсак)                                |                                                                             |                                                                            |                                                         |                                                         |                                                         |                                                         |                                                         |
| Найкращий фільм іноземною мовою              | ★ Я, Деніел Блейк / I, Daniel Blake (режисер: Кен Лоуч)                                              | ★ Я, Деніел Блейк / I, Daniel Blake (режисер: Кен Лоуч)                     | ★ Я, Деніел Блейк / I, Daniel Blake (режисер: Кен Лоуч)                    | ★ Я, Деніел Блейк / I, Daniel Blake (режисер: Кен Лоуч) | ★ Я, Деніел Блейк / I, Daniel Blake (режисер: Кен Лоуч) | ★ Я, Деніел Блейк / I, Daniel Blake (режисер: Кен Лоуч) | ★ Я, Деніел Блейк / I, Daniel Blake (режисер: Кен Лоуч) | ★ Я, Деніел Блейк / I, Daniel Blake (режисер: Кен Лоуч) |
| Найкращий фільм іноземною мовою              | • Випускний / Bacalaureat (режисер: Крістіан Мунджіу) /                                              |                                                                             |                                                                            |                                                         |                                                         |                                                         |                                                         |                                                         |
| Найкращий фільм іноземною мовою              | • Водолій / Aquarius (режисер: Клебер Мендоніча Філго) /                                             |                                                                             |                                                                            |                                                         |                                                         |                                                         |                                                         |                                                         |
| Найкращий фільм іноземною мовою              | • Манчестер біля моря / Manchester by the Sea (режисер: Кеннет Лонерган) /                           |                                                                             |                                                                            |                                                         |                                                         |                                                         |                                                         |                                                         |
| Найкращий фільм іноземною мовою              | • Невідома / La Fille inconnue (режисери: Жан-П'єр та Люк Дарденни) /                                |                                                                             |                                                                            |                                                         |                                                         |                                                         |                                                         |                                                         |
| Найкращий фільм іноземною мовою              | • Тоні Ердманн / Toni Erdmann (режисер: Марен Аде) /                                                 |                                                                             |                                                                            |                                                         |                                                         |                                                         |                                                         |                                                         |
| Найкращий фільм іноземною мовою              | • Це всього лиш кінець світу / Juste la fin du monde (режисер: Ксав'є Долан) /                       |                                                                             |                                                                            |                                                         |                                                         |                                                         |                                                         |                                                         |

### Спеціальні нагороди
| Нагорода         | Лауреати | Лауреати       |                |
| ---------------- | -------- | -------------- | -------------- |
| Почесний «Сезар» |          | ★ Джордж Клуні | ★ Джордж Клуні |